# Halowe Mistrzostwa Europy w Lekkoatletyce 1985 – bieg na 200 m mężczyzn
Bieg na 200 metrów mężczyzn – jedna z konkurencji biegowych rozgrywanych podczas halowych lekkoatletycznych mistrzostw Europy w  hali Stadion Pokoju i Przyjaźni w Pireusie. Eliminacje i półfinały zostały rozegrane 2 marca, a bieg finałowy 3 marca 1985. Zwyciężył reprezentant Włoch Stefano Tilli. Tytułu zdobytego na poprzednich mistrzostwach nie obronił Aleksandr Jewgienjew ze Związku Radzieckiego, który tym zdobył brązowy medal.

## Rezultaty

### Eliminacje
Rozegrano 6 biegów eliminacyjnych, do których przystąpiło 25 biegaczy. Awans do półfinałów dawało zajęcie pierwszego miejsca w swoim biegu (Q). Skład półfinałów uzupełniło czterech zawodników z najlepszym czasem wśród przegranych (q).
Opracowano na podstawie materiału źródłowego.
Bieg 1
| Miejsce | Zawodnik         | Czas  | Uwagi |
| ------- | ---------------- | ----- | ----- |
| 1       | Stefano Tilli    | 21,15 | Q     |
| 2       | Linford Christie | 21,50 |       |
| 3       | Jeorjos Wamwakas | 21,94 |       |
| 4       | Tore Bergan      | 21,94 |       |
| –       | Attila Kovács    | DNS   |       |

Bieg 2
| Miejsce | Zawodnik           | Czas  | Uwagi |
| ------- | ------------------ | ----- | ----- |
| 1       | Olaf Prenzler      | 21,15 | Q     |
| 2       | Carlo Simionato    | 21,23 | q     |
| 3       | Aleksandar Popović | 21,73 |       |
| 4       | Pedro Agostinho    | 22,16 |       |
| 5       | Joanis Joanu       | 22,57 |       |

Bieg 3
| Miejsce | Zawodnik            | Czas  | Uwagi |
| ------- | ------------------- | ----- | ----- |
| 1       | István Nagy         | 21,41 | Q     |
| 2       | Thomas Wild         | 21,73 |       |
| 3       | Kenth Rönn          | 22,25 |       |
| 4       | Jean-Claude Gengler | 22,58 |       |

Bieg 4
| Miejsce | Zawodnik        | Czas  | Uwagi |
| ------- | --------------- | ----- | ----- |
| 1       | Antonio Sánchez | 21,36 | Q     |
| 2       | Roland Jokl     | 21,39 | q     |
| 3       | Frank Pilgram   | 21,80 |       |
| 4       | Kosmas Stratos  | 22,02 |       |

Bieg 5
| Miejsce | Zawodnik             | Czas  | Uwagi |
| ------- | -------------------- | ----- | ----- |
| 1       | Aleksandr Jewgienjew | 21,14 | Q     |
| 2       | Daniel Sangouma      | 21,14 | q     |
| 3       | Earl Tulloch         | 21,65 |       |
| 4       | Per-Ola Olsson       | 22,08 |       |

Bieg 6
| Miejsce | Zawodnik       | Czas  | Uwagi |
| ------- | -------------- | ----- | ----- |
| 1       | Ade Mafe       | 21,40 | Q     |
| 2       | Rolf Kistner   | 21,42 | q     |
| 3       | Jeorjos Kaikis | 22,34 |       |
| 4       | Luís Cunha     | 22,34 |       |

### Półfinały
Rozegrano 2 biegi półfinałowe, w których wystartowało 10 biegaczy. Awans do finału dawało zajęcie jednego z dwóch pierwszych miejsc w swoim biegu (Q). Skład finału uzupełnił zawodnik z najlepszym czasem wśród przegranych (q).
Opracowano na podstawie materiału źródłowego.
Bieg 1
| Miejsce | Zawodnik        | Czas  | Uwagi |
| ------- | --------------- | ----- | ----- |
| 1       | Stefano Tilli   | 20,96 | Q     |
| 2       | Daniel Sangouma | 21,21 | Q     |
| 3       | Rolf Kistner    | 21,22 |       |
| 4       | Antonio Sánchez | 21,23 |       |
| 5       | Roland Jokl     | 21,67 |       |

Bieg 2
| Miejsce | Zawodnik             | Czas  | Uwagi |
| ------- | -------------------- | ----- | ----- |
| 1       | Olaf Prenzler        | 20,81 | Q     |
| 2       | Aleksandr Jewgienjew | 20,97 | Q     |
| 3       | István Nagy          | 21,03 | q     |
| 4       | Carlo Simionato      | 21,16 |       |
| 5       | Ade Mafe             | 21,38 |       |

### Finał
Opracowano na podstawie materiału źródłowego.
| Miejsce | Zawodnik             | Czas  | Uwagi |
| ------- | -------------------- | ----- | ----- |
| 1       | Stefano Tilli        | 20,77 | CR    |
| 2       | Olaf Prenzler        | 20,83 |       |
| 3       | Aleksandr Jewgienjew | 20,95 |       |
| 4       | Daniel Sangouma      | 21,13 |       |
| 5       | István Nagy          | 21,53 |       |